# قادر أباد (أختاتشي)
قادر أباد (بالفارسية: قادرآباد) هي قرية تقع في إيران في قسم أختاتشي الريفي. يقدر عدد سكانها بـ 118 نسمة .